# Carlos Vera (friidrottare)
Carlos Vera, född 30 augusti 1928, död 22 juni 2022, var en friidrottare från Chile. Han deltog vid olympiska sommarspelen 1948 och olympiska sommarspelen 1952.